# Ga Bảo Sơn
Ga Bảo Sơn là một nhà ga xe lửa tại xã Bảo Đài, tỉnh Bắc Ninh. Nhà ga là một điểm của đường sắt Kép - Cái Lân và nối với ga Kép với ga Lan Mẫu.
| Ga trước Kép | Đường sắt Việt Nam Đường sắt Kép - Cái Lân | Ga sau Lan Mẫu |